# 艾奧瓦州第三國會選區
艾奧瓦州第三國會選區（英語：Iowa's 3rd congressional district）是美国艾奥瓦州的四個國會選區之一。當前聯邦眾議員為共和黨籍的扎克·纳恩。